# (64060) 2001 SM263
(64060) 2001 SM263 es un asteroide perteneciente al cinturón de asteroides, descubierto el 25 de septiembre de 2001 por Charles W. Juels y el también astrónomo Paulo R. Holvorcem desde el Observatorio Astronómico de Fountain Hills, Fountain Hills (Arizona), Estados Unidos.

## Designación y nombre
Designado provisionalmente como 2001 SM263.

## Características orbitales
2001 SM263 está situado a una distancia media del Sol de 2,362 ua, pudiendo alejarse hasta 3,043 ua y acercarse hasta 1,682 ua. Su excentricidad es 0,287 y la inclinación orbital 10,29 grados. Emplea 1326 días en completar una órbita alrededor del Sol.

## Características físicas
La magnitud absoluta de 2001 SM263 es 15,1.